# Кормилицын, Михаил Иванович
Михаил Иванович Кормилицын (24 января 1900 года — 1970 год) — советский хозяйственный и военный деятель, генерал-лейтенант технической службы (20.04.1945), участник Гражданской, советско-польской и Великой Отечественной войн.

## Биография
Михаил Иванович Кормилицын родился 24 января 1900 года в селе Ключарево (ныне — Рузаевский район Мордовии). Окончил церковно-приходскую школу, после чего устроился работать на железную дорогу. Трудился учеником слесаря на станции Рузаевка. В июле 1919 года был призван на службу в Рабоче-Крестьянскую Красную Армию. Участвовал в боях Гражданской и советско-польской войн, будучи красноармейцем команды пеших разведчиков 362-го стрелкового полка.
В 1921 году Кормилицын был демобилизован, после чего вернулся в Рузаевку и стал работать смазчиком на железной дороге. В 1925 году вступил в партию, после чего работал инструктором Рузаевского уездного комитета ВКП(б). Впоследствии окончил факультет внешней торговли Московского института народного хозяйства имени Г. В. Плеханова, получив специальность экономиста-нефтяника. С 1933 года работал инспектором топливного управления Наркомата земледелия СССР, за последующие годы прошёл служебный путь до заместителя наркома нефтяной промышленности и члена коллегии наркомата. Перед войной занимал должность заместителя председателя «Главнефтесбыта» при Совете Народных Комиссаров СССР.
После начала Великой Отечественной войны Кормилицын был мобилизован в Рабоче-Крестьянскую Красную Армию. Первоначально занимал должность заместителя начальника Управления снабжения горючим Красной Армии, а в декабре 1942 года возглавил его. Приняв топливное хозяйство Вооружённых Сил СССР в исключительно тяжёлом положении, ему удалось в кратчайшие сроки решить многие проблемы в деле обеспечения частей и соединений нефтепродуктами.
Во время обороны Ленинграда руководил обеспечением осаждённого города и Ленинградского фронта топлива, зимой по «Дороге жизни», а летом — по проложенному по дну Ладожского озера трубопроводу. В период битвы за Кавказ и Сталинград под его руководством был реконструирован порт в городе Красноводске, что позволяло транспортировать кавказскую нефть через Каспийское море в европейскую часть России и Сибирь. Большое внимание уделял накоплению запасов разных видов топлива в преддверии крупных войсковых операций. В марте 1942 году ему было присвоено воинское звание бригинженер, а позднее — генерал-майор технических войск (19.01.1943).
После окончания войны продолжал службу в Советской Армии. Руководил Управлением снабжения горючим до 1947 года. В январе 1966 года вышел в отставку. Умер в 1970 году. Похоронен на Востряковском кладбище Москвы.

Могила Кормилицына на Востряковском кладбище Москвы.

## Награды
- Орден Красного Знамени (23 апреля 1942 года);
- Орден Трудового Красного Знамени (6 сентября 1943 года);
- Орден Красной Звезды (26 октября 1955 года);
- Медали «За боевые заслуги» (15 ноября 1950 года), «За оборону Ленинграда», «За оборону Москвы», «За оборону Кавказа» и другие медали.
- Иностранные награды, в том числе польский орден «Крест Грюнвальда» 3-й степени (1946) и болгарский орден «За военные заслуги» 2-й степени.